# William Keighley
William Keighley (Filadelfia, 4 agosto 1889 – New York City, 24 giugno 1984) è stato un attore e regista statunitense.

## Biografia
Dopo aver studiato recitazione alla Ludlum School of Dramatic Art tra 1911 e il 1912, e iniziò a recitare in teatro all'età di 23 anni. Nel decennio 1910-1920 fu attivo nei teatri di Broadway sia come attore che come regista. All'avvento del sonoro fece il suo esordio nel cinema di Hollywood e, dopo aver firmato per la Warner Bros., iniziò prima come aiuto regista ed esordì nel 1932 dirigendo la pellicola The Match King, in collaborazione con Howard Bretherton.
Nel 1935, firmò La pattuglia dei senza paura con James Cagney.

## Filmografia

### Regista
- The Match King, co-regia Howard Bretherton (1932)
- Recluse (Ladies They Talk About), co-regia Howard Bretherton (1933)
- Easy to Love (1934)
- Journal of a Crime (1934)
- Dr. Monica, co-regia (non accreditato) William Dieterle (1934)
- Kansas City Princess (1934)
- Big Hearted Herbert (1934)
- Babbitt (1934)
- The Right to Live (1935)
- La pattuglia dei senza paura ('G' Men) (1935)
- Mary Jane's Pa (1935)
- Il grande nemico (Special Agent) (1935)
- Stars Over Broadway (1935)
- The Singing Kid
- Le belve della città
- The Green Pastures
- La legge della foresta (God's Country and the Woman)
- Il principe e il povero (The Prince and the Pauper), co-regia di (non accreditato) William Dieterle (1937)
- Invito alla danza (Varsity Show) (1937)
- La leggenda di Robin Hood (The Adventures of Robin Hood), co-regia di Michael Curtiz (1938)
- La valle dei giganti (Valley of the Giants) (1938)
- Secrets of an Actress
- Brother Rat (1938)
- Yes, My Darling Daughter
- Morire all'alba
- I fucilieri delle Argonne
- Zona torrida
- Non è tempo di commedia
- Four Mothers
- Sposa contro assegno (The Bride Came C.O.D.) (1941)
- Il signore resta a pranzo (The Man Who Came to Dinner) (1942)
- Mia moglie ha sempre ragione (George Washington Slept Here) (1942)
- Target for Today
- Serenata messicana (Honeymoon) (1947)
- Strada senza nome (The Street with No Name)
- Il 7º Lancieri carica (Rocky Mountain)
- Figlio di ignoti
- Il principe di Scozia

## Aiuto regista
- Tentazioni (The Cabin in the Cotton), regia di Michael Curtiz (1932)

### Attore
- Resurrection, regia di Edwin Carewe (1931)

### Sceneggiatore
- Dinamite doppia (Picture Snatcher), regia di Lloyd Bacon (1933)